# Запределье (игра)
Запределье — многопользовательская бесплатная ролевая онлайн-игра. Разработка игры началась в конце 2005 года, тестовый период игры — с середины 2006г. до середины 2007 г.
Для игры необходимо скачать и установить клиент игры и Java, так как движок игры написан с её использованием. В игре используется пиксельная графика.

## Сюжет
В основе игры положено противостояние двух сторон: Закона и Хаоса. Каждая сторона имеет свои достоинства и недостатки. Склонность (её количество) набирается в боях с другой склонностью, прямым отбором у противника. Количество склонности можно повысить и мирным путём — созданием вещей, добычей ресурсов.
В игре существует несколько добывающих и производящих профессий. Игрок может иметь одну добывающую и одну производящую профессию. Магию и кладоискательство может знать каждый, в плюс к двум основным профессиям.
Игра считается бесплатной, то есть любой желающий может зарегистрироваться и играть до достижения 15 уровня. После этого игрок встает перед выбором, либо начать всё с начала, зарегистрировав нового персонажа, либо продолжать, покупая оружие, экипировку и прочие игровые ресурсы за реальные деньги.

### Боевая система
Система боя PvP в игре недавно претерпела изменения и стала более простой.
Существует три основных удара, отличающихся уроном и шансом попадания, несколько приемов. Приемы необходимо изучить заранее, они срабатывают случайно, во время отдыха, или в бою (в зависимости от вида приема), а ещё чаще вообще не срабатывают. Победа в бою в основном зависит от количества купленных за реальные деньги примочек.
Кроме собственно боевых действий доступно:
- замена (при нападении на вашего противника, вы выходите из боя, бой продолжается между ними (количество замен ограничено классом бойцов.)
- использование с пояса зелий, рун — лечение, восстановление энергии и равновесия, повышение урона и крита, повышение брони и антикрита (на себя). Нанесение прямого урона рунами, снижение характеристик противника.
- лечение магией (лечение происходит во время боя, лечит другой игрок — «группа поддержки»)
- нанесение урона противнику магией (происходит во время боя, заклинания использует на противника другой игрок — «группа поддержки»)
- нанесение урона противнику дальнобойным оружием (происходит во время боя, используются арбалеты, сюрикэны и пр.)

### Система добычи и создания вещей, торговля
В шахтах и других добывающих локациях множество ресурсов, которые можно добыть, по нескольку видов дерева, металла, шкур зверей, есть клады (самоцветные камни и другие очень полезные вещи), кроме ресурсов, которые можно добыть, есть ресурсы, которые выпадают при убийстве монстра.
Профессии добычи:
- Рудокоп: добыча металлов
- Охотник: добыча шкур
- Лесоруб: добыча дерева
- Кладоискатель: добыча самоцветов, кладов (алхимические, магические, и компоненты для создания вещей)

Игрок может иметь с недавних пор все добывающие профессии.
Добываемые ресурсы подразделяются по классам, вероятность добыть тот или иной ресурс зависит от навыка добычи и класса ресурса то есть 2 класс добычи может добывать ресурсы до 2-го класса. Вероятность добычи 100 %
Создание вещей в игре — один из возможных путей развития персонажа. Существует несколько профессий: оружейник, ювелир, кушерник, алхимик, маг. Игрок может иметь с недавних пор все создающие профессии.
В игре существуют рынки нескольких направлений (то есть на разных рынках продаются разные типы вещей), продажа из рук в руки.
Всего рынков 7, 3 в Антирии, в Туманном 4 рынка.

### Квесты
Всего в игре около сотни различных квестов разной степени вложенности и разного размера (от 2-3 действий до 20), не считая генерируемых и обновляемых заданий Гильдии.
Квесты начинаются с самого первого уровня персонажа.
Награды за выполнение квестов стандартные: опыт, деньги, опыт на профессию, вещи, уникальные артефакты за сложные квесты, специализированные рецепты Творцов, уникальное оружие для Воинов, и т. д.

### Кланы
Кланам доступен захват территории (выставление своих отличительных знаков), и разрешение или запрет прохода для выбранных персонажей/кланов.
Управление доступом осуществляется через клан-редактор, в котором кроме этого можно:
- Управлять составом клана (выгнать, наградить, наказать, призвать (появляется на одной клетке с главой клана))
- Управлять доступом к клановым ячейкам
- Просматривать логи действий по клановым ячейкам
- Устанавливать клановую печать на вещи (после этого вещь невозможно передать внеклановому персонажу)